# Макошинський Свято-Миколаївський монастир
Макошинський Свято-Миколаївський монастир — православний чоловічий монастир, заснований у середині 17 ст. київським воєводою А.Киселем на правому березі р. Десна (прит. Дніпра) неподалік від с. Макошине (нині селище міського типу Менського району Чернігівської обл.). Перші споруди — Свято-Миколаївська церква і келії — були дерев'яні. 1687—1703 збудовано мурований Свято-Миколаївський собор, 1765 — муровану огорожу, 1772 — трапезну Свято-Петропавлівську церкву з дзвіницею. За огорожею була дерев'яна Спасо-Преображенська цвинтарна церква. 1781 розпочато будівництво нового Свято-Миколаївського собору. 1694—1711 монастирем керував Прізренський митрополит Никодим, який переселився із Сербії в Україну. Монастир мав чималу бібліотеку. Йому належали маєтності у навколишніх селах Макошине, Киріївка, Масалаївка (останні два села нині Сосницького району), Слобідка (нині село Менського району; усі Чернігівської обл.), хутори Пасічний, Гутище, Стан, лісові угіддя, риболовецькі озера, кілька млинів, винокурня, шинок, поромний перевіз на р. Десна. Закритий 1786 у зв'язку із секуляризацією церковного землеволодіння. 1798 споруди було частково розібрано для потреб будівництва сусіднього Домницького (Думницького) монастиря Різдва Богородиці.